# Metodología
La metodología (del griego μέθοδος de μετά metá 'más allá, después, con', οδως odós 'camino' y λογος logos 'razón, estudio') hace referencia al conjunto de procedimientos racionales utilizados para alcanzar el objetivo o la gama de objetivos que rige una investigación científica, una exposición doctrinal o tareas que requieran habilidades, conocimientos o cuidados específicos. Con frecuencia puede definirse la metodología como el estudio o elección de un método pertinente o adecuadamente aplicable a determinado objeto.
No debe llamarse metodología a cualquier procedimiento, pues se trata de un concepto que en la gran mayoría de los casos resulta demasiado amplio, siendo preferible usar el vocablo método.
También es de saber que existe una posición ametódica e incluso una tendencia de matizado: anarquismo epistemológico.

## Términos filosóficos
En principio, existe una discusión relevante acerca de la posible adecuación entre los métodos o las clases de método respecto de la naturaleza de los objetos de la investigación. Este problema es especialmente importante a propósito de las ciencias humanas.
La metodología es una de las etapas específicas de un trabajo o proyecto que parte de una posición teórica y conduce una selección de técnicas concretas (o métodos) acerca del procedimiento destinado a la realización de tareas vinculadas a la investigación, el trabajo o el proyecto.
En la descripción de una metodología adecuada, la postura filosófica se orienta mediante términos como los siguientes:
- Racionalismo, en oposición al empirismo, acentúa la función de la razón en la investigación
- Pragmática, que es la manera en que los elementos del proyecto influyen en el significado.
- Constructivismo o constructivismo epistemológico, en el que el conocimiento se desarrolla a partir de presunciones (hipótesis de partida) del investigador.
- Criticismo, también de orden epistemológico, que pone límites al conocimiento mediante el estudio cuidadoso de posibilidades.
- Escepticismo, duda o incredulidad acerca de la verdad o de la eficacia de lo generalmente admitido como válido.
- Positivismo, derivado de la epistemología, afirma que el único conocimiento auténtico es el saber científico.
- Hermenéutica, que interpreta el conocimiento.

## Metodología de la investigación científica
La metodología depende de los postulados que el investigador considere válidos y proponga poner en práctica (de lo que considere valor objetivo de la ciencia y del conocimiento científico), pues será mediante la acción metodológica como recabe, ordene y analice la realidad estudiada.
Puede afirmarse que ya no existe una metodología perfecta, sino que con frecuencia han de concurrir varias entretejidas o puestas en relación simbiótica. Tanto en ciencias humanas como en ciencias sociales es usual la convivencia o alternancia de varias metodologías aplicadas sucesivamente a un mismo objeto.
Por lo demás, la validez otorgada al uso de uno u otro método vendrá dada por el paradigma científico en el que se sitúe el investigador. Esto naturalmente se halla en relación directa con las diferentes épocas históricas y el pensamiento en estas dominante.

### La heurística como metodología científica
Como metodología científica, la heurística es aplicable a cualquier ciencia e incluye la elaboración de medios auxiliares, principios, reglas, estrategias y programas que faciliten la búsqueda de vías de solución a problemas; o sea, para resolver tareas de cualquier tipo para las que no se cuente con un procedimiento algorítmico u otro tipo de solución.
Según Horst Müler: Los procedimientos heurísticos son formas de trabajo y de pensamiento que apoyan la realización consciente de actividades mentales exigentes.
Los procedimientos heurísticos como método científico pueden dividirse en principios, reglas y estrategias.
- Principios heurísticos: constituyen sugerencias para encontrar —directamente— la idea de solución; posibilita determinar, por tanto, a la vez, los medios y la vía de solución. Dentro de estos principios son de destacar la analogía y la reducción (modelización).
- Reglas heurísticas: actúan como impulsos generales dentro del proceso de búsqueda y ayudan a encontrar, especialmente, los medios para resolver los problemas. Las reglas heurísticas que más se emplean son:
  - Separar lo dado de lo buscado.
  - Confeccionar figuras de análisis: esquemas, tablas, mapas, etc.
  - Representar magnitudes dadas y buscadas con variables.
  - Determinar si se tienen fórmulas adecuadas.
  - Utilizar números —estructuras más simples— en lugar de datos.
  - Reformular el problema.
- Estrategias heurísticas: se comportan como recursos organizativos del proceso de resolución, que contribuyen especialmente a determinar la vía de solución del problema abordado. Existen dos estrategias:
  - El trabajo hacia adelante: se parte de lo dado para realizar las reflexiones que han de conducir a la solución del problema : hipótesis.
  - El trabajo hacia atrás: se examina primeramente lo que se busca y, apoyándose en los conocimientos que se tienen, se analizan posibles resultados intermedios de lo que se puede deducir lo buscado, hasta llegar a los dados.

### Metodología de las ciencias sociales
La metodología en las ciencias sociales (como la sociología, antropología, economía y, en parte, psicología) es el tipo específico de metodología que debe usarse en ciencias sociales con el objetivo de obtener explicaciones veraces de los hechos sociales, usando la observación y la experimentación común a todas las ciencias, las encuestas y la documentación (trabajo en biblioteca u otro centro de documentación). El cuantitativismo estadístico ha sido característica contemporánea en la configuración de las ciencias sociales.

### Metodología de las ciencias humanas
La metodología de las ciencias humanas (así las series de la Ciencia de la literatura, esto es Historia de la literatura, Teoría literaria y sus tradicionales Retórica y Poética..., o la Ciencia del lenguaje o Lingüística y Gramática o en conjunto la Filología) resulta sobre todo de la combinatoria de varios métodos, principalmente el método histórico-crítico, el método hermenéutico y el método comparatista, este último propio no solo de la Comparatística sino de las Humanidades o Ciencias Humanas en general. El reduccionismo del objeto, en general improcedente en los de naturaleza humanística, ha sido un grave problema en sectores notables de las ciencias humanas durante la segunda mitad del siglo XX.